# Pompeo Leoni

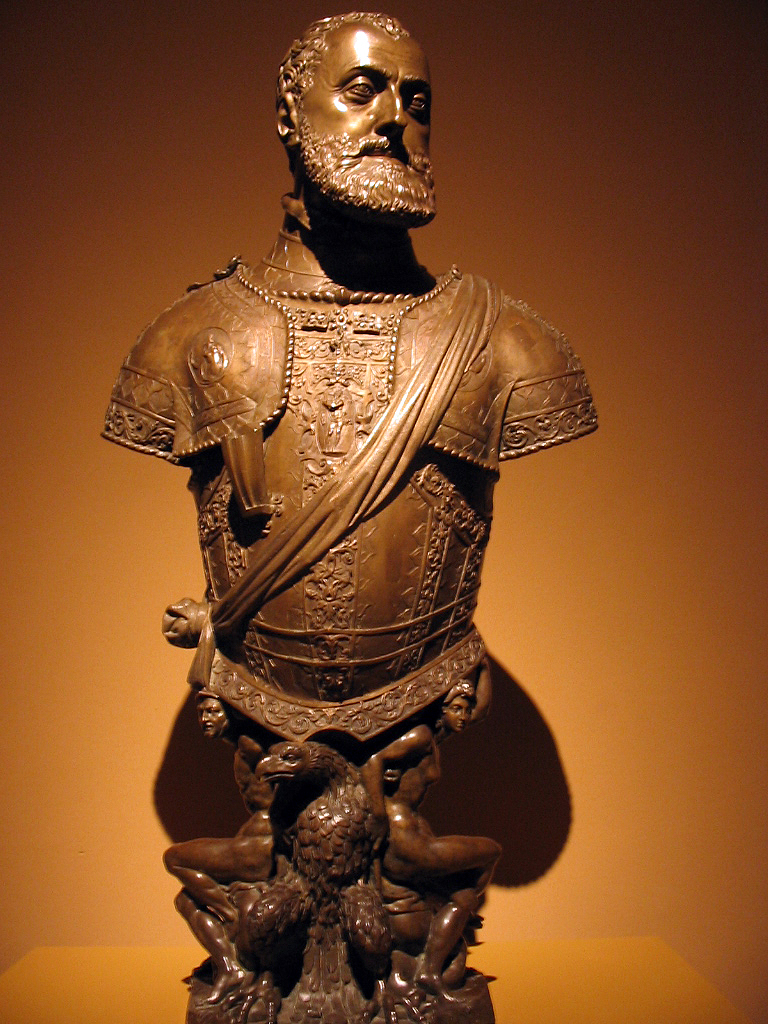
Leone et Pompeo Leoni, Buste de Charles Quint, Madrid, Prado

Pompeo Leoni, né à Milan au début des années 1530 et mort à Madrid en octobre 1608, est un sculpteur et un médailleur italien.

## Biographie
Pompeo a appris l'art de la sculpture et des médailles dans la maison de son père Leone Leoni à Milan appelée Casa degli Omenoni où il avait mis en place une école.
En plus de la clientèle milanaise, Pompeo a, comme son père, surtout travaillé pour la monarchie espagnole. Il travaille notamment sur le chantier de l'Escurial, avec les sculpteurs Jacopo Nizzola, Bautista Comane et Juan Bautista Monegro ; la plupart de ses sculptures sont conservées en Espagne.

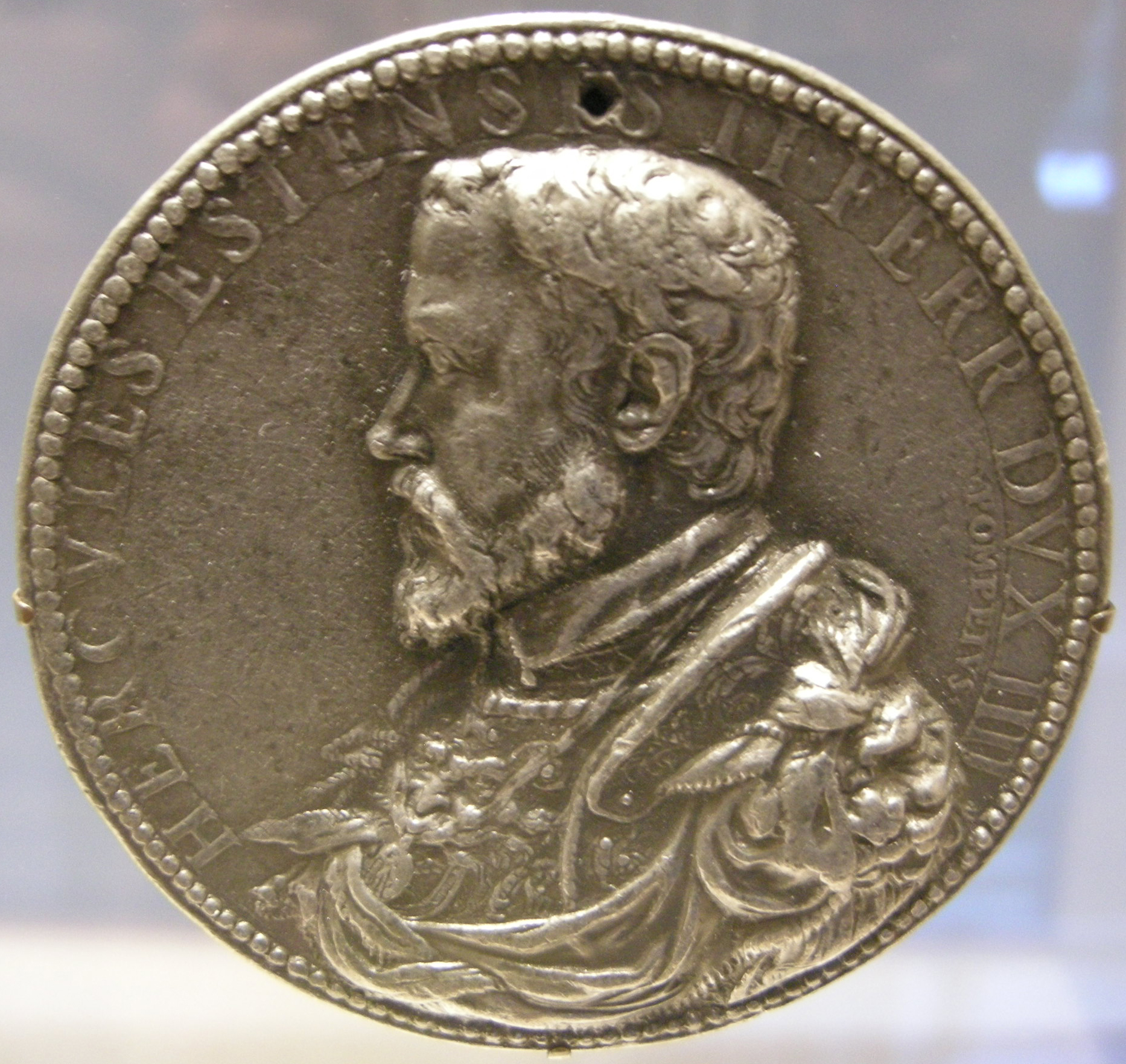
Pompeo Leoni, Médaille d'Ercole II d'Este, 1554.

Il rassemble pour le compte de son père une collection d'art importante. Dans son ouvrage Trattato dell'arte de la pittura publié en 1584, Giovanni Paolo Lomazzo indique que sont conservés dans la maison de Leoni à Milan deux tableaux mythologiques du Corrège, Jupiter et Io et Danae (aujourd'hui respectivement au Kunsthistorisches Museum de Vienne et à la Galerie Borghese de Rome), envoyés par Pompée depuis l'Espagne, de la Lombardie ; on ignore s'il a obtenu les œuvres du souverain lui-même ou s'il les a achetés au favori Antonio Perez après sa disgrâce en 1579.

### Les manuscrits de Léonard de Vinci
En 1589 il entre en possession des carnets, manuscrits et dessins que Léonard de Vinci avait légué à son élève Francesco Melzi. Lorsque Melzi meurt en 1570, son fils Orazio Melzi disperse les manuscrits ; il en vend une partie et en donne d'autres, à des amis ou à des collectionneurs ; Pompeo Leoni en recevra de Melzi, et en achètera d'autres. En 1630 Antonio Mazenta parle de la dispersion des manuscrits de Léonard et accuse Pompeo Leoni d'en être l'un des principaux responsables et d'en avoir modifié l'ordre. En effet, pour distinguer les dessins artistiques et les dessins techniques ou scientifiques, Leoni démembre les manuscrits originaux et crée deux recueils distincts : le premier, Disegni di Machine e delle Arti Secreti et Altre Cose di Leonardo da Vinci Racolti da Pompeo Leoni, regroupait les dessins scientifiques et techniques : il s'agit du Codex Atlanticus conservé à la bibliothèque Ambrosienne de Milan. Le second, Disegni di Leonardo da Vinci restaurati da Pompeo Leoni devait regrouper les dessins de botanique et d'anatomie ; il a été démembré et les feuillets se retrouvent dans plusieurs collections européennes, comme le Codex Windsor conservé dans la collection royale du château de Windsor depuis le XVIIe siècle ou le Codex Madrid à la Bibliothèque nationale d'Espagne.

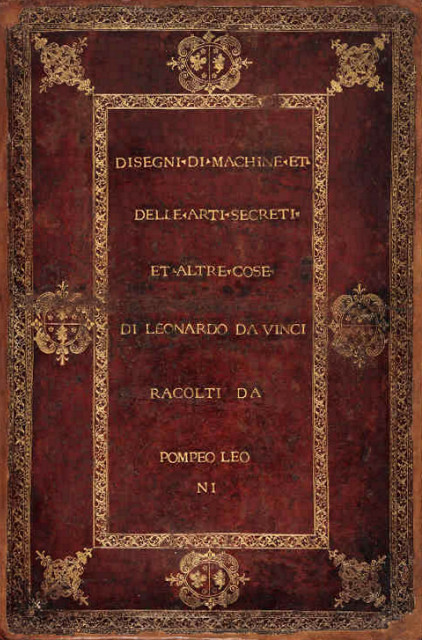
Reliure du Codex Atlanticus

## Œuvres

### Sculptures

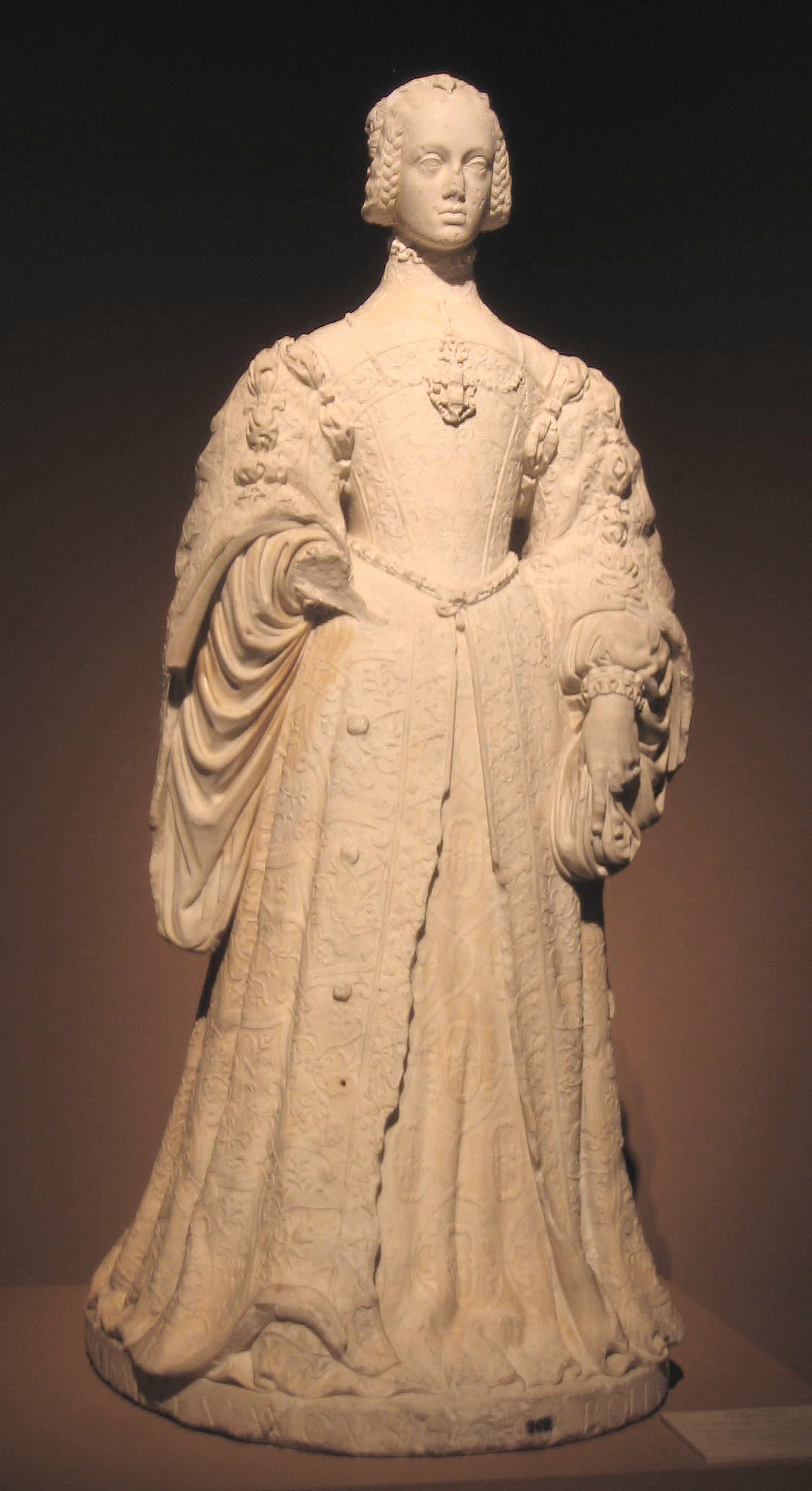
Isabelle de Portugal

Pierre tombale du marquis de Las Navas del Marqués

- Pierre tombale du marquis de Las Navas del Marqués.
- Buste de Charles Quint (en collaboration avec son père).
- Statue de Charles Quint terrassant l'hérésie, Madrid, Musée du Prado.
- Tombeau en albâtre de l'inquisiteur et archevêque de Séville, Fernando de Valdés, 1576-1582, dans l'église collégiale de Santa María la Mayor à Salas (Asturies).
- Groupe monumental du mausolée de Charles Quint et de Philippe II, au monastère de San Lorenzo de El Escorial ; il a été sculpté en partie à Milan en collaboration avec Adrien de Vries et assemblé dans la basilique en 1587[7].
- Tombeau du cardinal Espinosa de los Monteros dans l'église paroissiale de Martín Muñoz de las Posadas à Ségovie.
- Statue en marbre blanc de Jeanne d'Autriche en prière au monastère des Déchaussées royales (monasterio de las Descalzas Reales) à Madrid.
- Statue d'Antonio de Sotelo y Cisneros en prière dans l'église San Andrés à Zamora.
- Buste de Philippe II, en marbre (Metropolitan Museum de New York).
- Pierre tombale de Pedro Dávila y Zúñigae de María de Córdoba, au couvent San Domenico et de San Paolo à Las Navas del Marqués (conservée au Musée archéologique national de Madrid).
- Cristo de las Mercedes, une image qui est montrée lors des processions de la Semaine Sainte à Valladolid, qui appartient à la Cofradía de las Siete Palabras.
- Statue d'Isabelle de Portugal (Madrid, Prado).

### Médailles
- Médaille en bronze de Francisco Fernández de Liébana, 1575 : un exemplaire à Milan, Pinacothèque du château des Sforza, un autre à Madrid, musée du Prado [8].

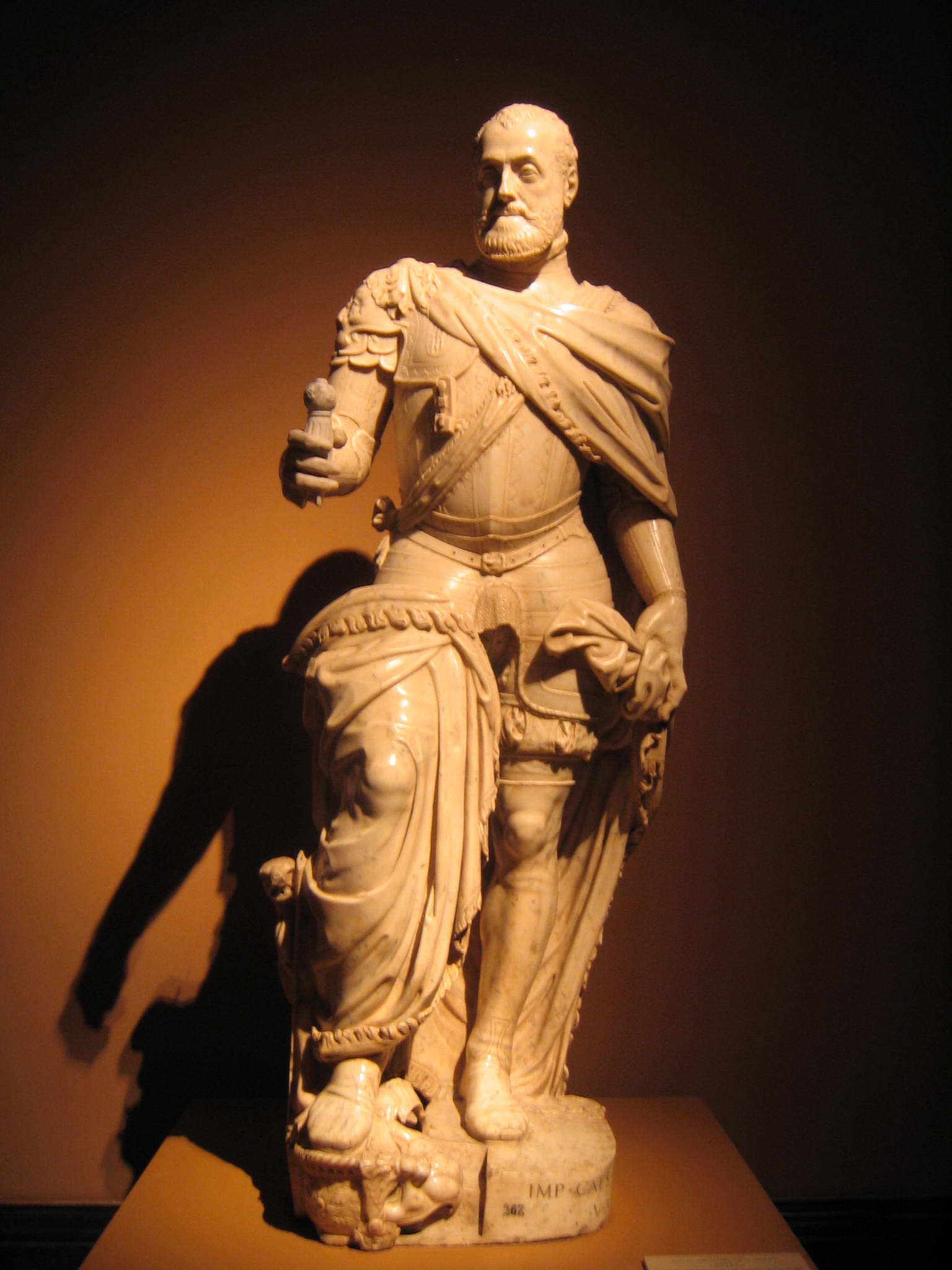
Charles Quint, Madrid, musée du Prado

## Notes

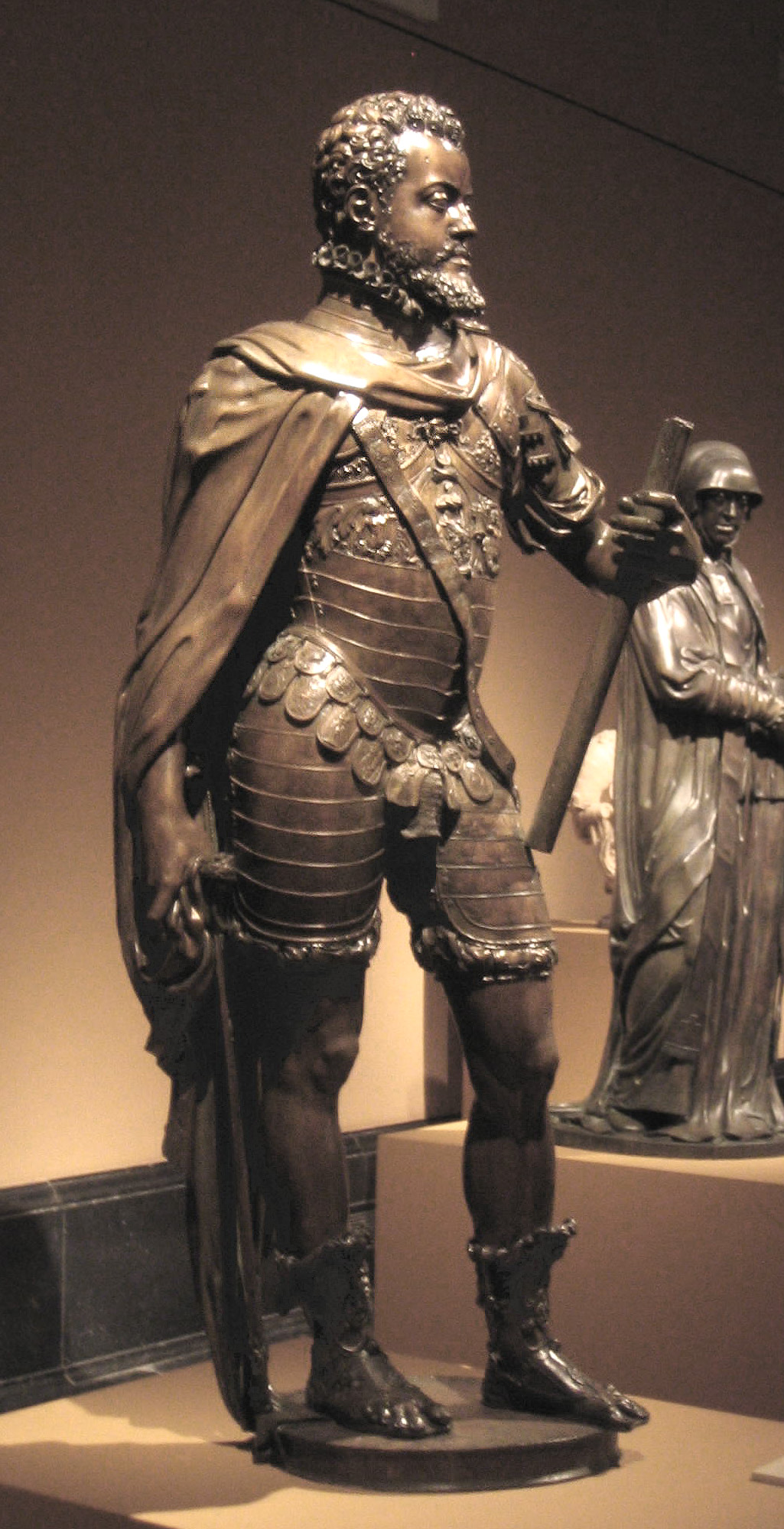
Philippe II